# Circonscription électorale de Tenerife
Ne doit pas être confondu avec Circonscription autonomique de Tenerife.
La circonscription électorale de Tenerife est l'une des circonscriptions électorales insulaires espagnoles utilisées comme divisions électorales pour les élections générales espagnoles.
Elle correspond géographiquement à l'île de Tenerife.

## Historique
Elle est instaurée en 1977 par la loi pour la réforme politique puis confirmée avec la promulgation de la Constitution espagnole qui précise à l'article 69 alinéa 3 que chaque île constitue une circonscription électorale.

## Sénat

### Synthèse
|             |       | 1977 | 1979 | 1982 | 1986 | 1989 | 1993 | 1996 | 2000 | 2004 | 2008 | 2011 | 2015 | 2016 | 04/19 | 11/19 | 2023 |
| ----------- | ----- | ---- | ---- | ---- | ---- | ---- | ---- | ---- | ---- | ---- | ---- | ---- | ---- | ---- | ----- | ----- | ---- |
| UCD         |       | 2    | 2    |      |      |      |      |      |      |      |      |      |      |      |       |       |      |
| AP & alliés |       |      |      | 1    |      |      |      |      |      |      |      |      |      |      |       |       |      |
| ATI         |       |      |      |      | 1    | 1    |      |      |      |      |      |      |      |      |       |       |      |
| PSOE        |       | 1    | 1    | 2    | 2    | 2    | 2    | 2    |      | 2    | 2    | 1    | 1    | 1    | 2     | 2     | 2    |
| CC          |       |      |      |      |      |      | 1    |      | 1    | 1    |      |      |      |      |       |       |      |
| PP          |       |      |      |      |      |      |      | 1    | 2    |      | 1    | 2    | 2    | 2    | 1     | 1     | 1    |
|             |       |      |      |      |      |      |      |      |      |      |      |      |      |      |       |       |      |
| Total       | Total | 3    | 3    | 3    | 3    | 3    | 3    | 3    | 3    | 3    | 3    | 3    | 3    | 3    | 3     | 3     | 3    |

### 1977
| Parti | Parti | Sénateurs                                             |
| ----- | ----- | ----------------------------------------------------- |
| UCD   |       | José Manuel Barrios Dorta, María Dolores Pelayo Duque |
| PSOE  |       | Alberto de Armas García                               |

### 1979
| Parti | Parti | Sénateurs                                                |
| ----- | ----- | -------------------------------------------------------- |
| UCD   |       | Vicente Álavez Pedreira, Alfonso Soriano Benítez de Lugo |
| PSOE  |       | Alberto de Armas García                                  |

### 1982
| Parti  | Parti | Sénateurs                                   |
| ------ | ----- | ------------------------------------------- |
| PSOE   |       | Alberto de Armas García, Ramón García Rojas |
| AP-PDP |       | Angel Isidro Guimerá Gil                    |

### 1986
| Parti | Parti | Sénateurs                                     |
| ----- | ----- | --------------------------------------------- |
| PSOE  |       | Alberto de Armas García, Pedro Guerra Cabrera |
| ATI   |       | José Miguel Galván Bello                      |

### 1989
| Parti | Parti | Sénateurs                                    |
| ----- | ----- | -------------------------------------------- |
| PSOE  |       | José Segura Clavell, Alberto de Armas García |
| ATI   |       | Miguel Ángel Barbuzano González              |

- Alberto de Armas est remplacé en février 1990 par Santiago Pérez García.

### 1993
| Parti | Parti | Sénateurs                                  |
| ----- | ----- | ------------------------------------------ |
| PSOE  |       | José Segura Clavell, Santiago Pérez García |
| CC    |       | Miguel Ángel Barbuzano González            |

### 1996
| Parti | Parti | Sénateurs                                           |
| ----- | ----- | --------------------------------------------------- |
| PSOE  |       | Santiago Pérez García, María Mercedes Pérez Schwart |
| PP    |       | Pedro Tomás Galván de Urzaiz                        |

### 2000
| Parti | Parti | Sénateurs                                                  |
| ----- | ----- | ---------------------------------------------------------- |
| PP    |       | Juan Antonio García-Talavera Casañas, Eva Navarro González |
| CC    |       | Alonso Arroyo Hodgson                                      |

### 2004
| Parti | Parti | Sénateurs                                                       |
| ----- | ----- | --------------------------------------------------------------- |
| PSOE  |       | José Vicente González Bethencourt, Patricia Hernández Gutiérrez |
| CC    |       | Ricardo Melchior Navarro                                        |

### 2008
| Parti | Parti | Sénateurs                                            |
| ----- | ----- | ---------------------------------------------------- |
| PSOE  |       | Aurelio Abreu Expósito, Patricia Hernández Gutiérrez |
| PP    |       | Antonio Alarcó Hernández                             |

### 2011
| Parti | Parti | Sénateurs                                       |
| ----- | ----- | ----------------------------------------------- |
| PP    |       | Antonio Alarcó Hernández, Luz Marina Socas León |
| PSOE  |       | Aurelio Abreu Expósito                          |

- Aurelio Abreu (PSOE) est remplacé en septembre 2013 par José Vicente González Bethencourt.

### 2015
| Parti | Parti | Sénateurs                                     |
| ----- | ----- | --------------------------------------------- |
| PP    |       | Antonio Alarcó Hernández, Milagros Pérez León |
| PSOE  |       | Olivia María Delgado Oval                     |

### 2016
| Parti | Parti | Sénateurs                                          |
| ----- | ----- | -------------------------------------------------- |
| PP    |       | Antonio Alarcó Hernández, María Isabel García Luis |
| PSOE  |       | Olivia María Delgado Oval                          |

### Avril 2019
| Parti | Parti | Sénateurs                                               |
| ----- | ----- | ------------------------------------------------------- |
| PSOE  |       | Olivia María Delgado Oval, José Antonio Valbuena Alonso |
| PP    |       | Antonio Alarcó Hernández                                |

- José Antonio Valbuena (PSOE) est remplacé en juillet 2019 par Pedro Anatael Meneses Roque.

### Novembre 2019
| Parti | Parti | Sénateurs                                              |
| ----- | ----- | ------------------------------------------------------ |
| PSOE  |       | Olivia María Delgado Oval, Pedro Anatael Meneses Roque |
| PP    |       | Antonio Alarcó Hernández                               |

### 2023
| Parti | Parti | Sénateurs                                          |
| ----- | ----- | -------------------------------------------------- |
| PSOE  |       | Pedro Manuel Martín Domínguez, Marta Arocha Correa |
| PP    |       | Emilio José Navarro Castenedo                      |